# Ossaea quinquenervia
Ossaea quinquenervia är en tvåhjärtbladig växtart som först beskrevs av Philip Miller, och fick sitt nu gällande namn av Célestin Alfred Cogniaux. Ossaea quinquenervia ingår i släktet Ossaea och familjen Melastomataceae. Inga underarter finns listade i Catalogue of Life.